# Zaklada za slobodu od religije
Zaklada za slobodu od religije (FFRF, engl. Freedom From Religion Foundation) američka je neprofitna organizacija sa sjedištem u Madisonu u Wisconsinu i okuplja članove iz svih 50 država. Kao najveća nacionalna organizacija koja zastupa neteiste FFRF promiče odvojenost crkve od države i obrazuje javnost o pitanjima vezanima s ateizmom, agnosticizmom i neteizmom. FFRF objavljuje novine Freethought Today (hrv. Slobodumlje danas). Organizacija se bavi parnicama od javnog interesa i uključuje se u javne debate radi promicanja svojih ciljeva. Od 2006. godine Zaklada proizvodi program Freethought Radio (hrv. Slobodoumni radio).

## Povijest
FFRF su zajedno osnovali Anne Nicol Gaylor i njezina kći Annie Laurie Gaylor 1976. godine, a na nacionalnoj je razini objedinjen 1978. godine. Organizaciju podupire preko 19.000 članova, a djeluje iz zgrade sagrađene 1855. godine u Madisonu u Wisconsinu koja je nekoć služila kao crkveni rektorat. Prema poreznom obrascu 990 IRS-a iz 2011. godine, FFRF je potrošio preko 200.000 $ na pravne pristojbe i usluge te preko 1 milijun $ na obrazovanje, javnu pripomoć, objavljivanje, emitiranje i razne događaje. Alotman za pravne pristojbe primarno se rabi u slučajevima kojima se podupire odvojenost crkve od države i u slučajevima u koje su uključena vladina tijela. FFRF također plaća trinaest zaposlenika uključujući četiri odvjetnika zaposlena u punom radnom vremenu.
Annie Laurie Gaylor, supredsjednica Zaklade za slobodu od religije, autorica je Women Without Superstition: No Gods - No Masters (hrv. Žene bez praznovjerja: bez bogova - bez gospodara; ISBN 1-877733-09-1) i nefikcijske knjige o kleričkim pedofilskim skandalima Betrayal of Trust: Clergy Abuse of Children (hrv. Izdaja povjerenja: kleričko zlostavljanje djece; izvan tiska), te urednica antologije Woe to the Women (hrv. Bijeda ženama; ISBN 1-877733-12-1). Uređivala je novine FFRF-a Freethought Today do srpnja 2008. godine. Njezin suprug Dan Barker, autor knjige Losing Faith in Faith: From Preacher to Atheist (hrv. Gubljenje vjere u vjeru: od propovjednika do ateista; ISBN 1-877733-07-5), Godless: How an Evangelical Preacher Became One of America’s Leading Atheists (hrv. Bezbožan: kako je evangelički propovjednik postao jedan od vodećih američkih ateista; ISBN 1569756775), The Good Atheist: Living a Purpose-Filled Life Without God (hrv. Dobri ateist: življenje svrhom ispunjena života bez Boga; ISBN 1569758468), and Just Pretend: A Freethought Book for Children (hrv. Samo se pretvaraj: slobodoumna knjiga za djecu), glazbenik je i tekstopisac, bivši pentekostalni kršćanski svećenik i supredsjednik FFRF-a.

## Parnice
Dobivene
- FFRF protiv Thompsona - U veljači 1996. godine federalni okružni sud presudio je da je blagdan Wisconsinskog Velikog petka kršenje Prvog amandmana jer je njegova jedina svrha "bila promicanje religije."[6]
- FFRF protiv Faith Worksa – U siječnju 2002. godine federalni okružni sud odlučio je da je Faith Works, program za liječenje ovisnosti zasnovan na vjeri, primao stotine tisuća dolara javnog novca što predstavlja kršenje Klauzule o uspostavljanju. Sudac je napisao: “Budući da ustanovljujem da dotacija Odjela za razvoj radne snage Faith Worksu čini neograničeno, izravno financiranje jedne organizacije koja se bavi religijskom indoktrinacijom, zaključujem da navedeni financijski tok krši Klauzulu o uspostavljanju.[7] Sedmi okrug poslije je donio presudu protiv FFRF-a u užem smislu o tome da li zatvorenici koji se pridružuju specifičnim programima zasnovanim na vjeri čine to po svojoj vlastitoj volji ili su prinuđeni vladinim odobravanjem religije.[8]
- FFRF protiv Montana Faith-Health Cooperative - U listopadu 2004. godine Federalni okružni sud za Okrug Montanu utvrdio je da je državno "izravno i preferencijalno financiranje inherentno i pervazivno religijskih župnih njegovateljskih programa bilo poduzeto u nedopustivu svrhu i ima nedopustiv učinak favoriziranja i unapređivanja integracije religije u pružanju sekularnih usluga zdravstvene skrbi.""[9] Prema sudu, državno financiranje zdravstvene skrbi zasnovane na vjeri čini kršenje Prvog amandmana.
- FFRF protiv HHS-a - U parnici koja je završena u siječnju 2005. godine sud je poništio HHS-ovo financiranje kršćanske organizacije MentorKids jer je "federalne fondove program MentorKids rabio za širenje religije što čini kršenje Klauzule o uspostavljanju."[10]
- FFRF protiv Odjela za obrazovanje SAD-a (USDOE) - U travnju 2005. godine FFRF i USDOE dogovorili su se u parnici da USDOE neće razdijeliti 435.000 $ federalnih fondova Aljaskom kršćanskom kolegiju, biblijskom kolegiju koji vodi Aljaska evangelička crkva Saveza.[11]
- FFRF protiv škola Okruga Rhee ("Scopes II")[12] - Ova se parnica zbila na istom mjestu kao slavni Scopesov proces, otuda nadimak Scopes II. U lipnju 2005. godine Prizivni sud Šestog okruga potvrdio je okružnu presudu kojom je utvrđeno da je bilo neustavno da školski okrug učenike, uključujući i one iz prvog razreda, "poučava Bibliji kao doslovnoj istini".[12]
- FFRF protiv Sveučilišta u Minnesoti - U rujnu 2005. godine Sveučilište u Minnesoti složilo se raskinuti svoje partnerstvo s "Minnesotskim vjerskim zdravstvenim konzorcijem, partnerstvom s Lutherovim seminarom, koji je pridružen Američkoj evangeličkoj luteranskoj crkvi, te Fairview Health Servicesom," te prekinuti poučavanje "smjerova o sjecištu vjere i zdravlja", a FFRF se složio obustaviti parnicu o tim istim pitanjima.[13][14]
- FFRF protiv Gonzalesa - U svibnju 2006. godine spor protiv zatvorskih programa zasnovanih na vjeri prisilio je Federalni ured za zatvore da "obustavi" "najmanje pet pojedinačnih vjerskih" programa.[15] Parnica se nastavila protiv ostalih kršenja, no strane su poslije ugovorom odredile otkazivanje cijelog slučaja.[16]
- FFRF protiv Indianskih obiteljskih i socijalnih služba - Dana 2. svibnja 2007. osporeno je stvaranje kapelanije za Upravu Indianskih obiteljskih i socijalnih služba (FSSA, engl. Indiana Family and Social Services Administration). FSSA je 2006. godine zaposlio pastora Michaela L. Lathama, baptističkog svećenika, s godišnjom plaćom od 60.000 $. U rujnu 2007. godine, kao odgovor na parnicu FFRF-a, Indiana je dokinula program.[17]
- FFRF protiv Grada Green Baya - U prosincu 2007. godine FFRF je osporio uprizorenje jaslica u gradskoj vijećnici Green Baya. Sudac je odbacio parnicu jer su "tužitelji već pobijedili.. . tužitelji su osvojili konkretnu pobjedu koja mijenja okolnosti na temelju."[18]
- Federalna sutkinja Barbara Brandriff Crabb presudila je da je statut kojim se uspostavlja Nacionalni dan molitve bio neustavan zato što je to "inherentno religijsko vršenje koje nema nikakvu sekularnu funkciju", iako je ova presuda poslije odbačena.[19][20]
- Doe protiv Školskog odbora Okruga Gilesa, VA - U rujnu 2011. godine FFRF i ACLU pokrenuli su spor u ime anonimnog tužitelja protiv Okruga Gilesa kojim se osporava prikazivanje Deset zapovijedi u Srednjoj školi Narrowsu.[21] Slučaj je okončan u srpnju 2012. godine. Školski se odbor složio platiti odvjetnicima troškove i ne prikazivati Deset zapovijedi u javnim školama.[22]
- FFRF protiv Grada Whitevillea, TN - U kolovozu 2012. godine FFRF i grad okončali su parnicu FFRF-a kojom se osporava prikazivanje latinskog križa na vrhu gradskog vodotornja. Nakon što je FFRF napisao tri inicijalna pisma, ali prije pokretanja same parnice, Grad je odlučio ukloniti jedan krak križa.[23] Uklanjanje je koštalo grad 4.000 $ i kao dio nagodbe grsd je platio 20.000 $ troškova odvjetnika FFRF-a.[24] Grad se također složio da nikad više neće nadomjestiti uklonjeni kraj i da neće postavljati druge križeve na javnom vlasništvu.[24]

Izgubljene
- Hein protiv Zaklade za slobodu od religije - Slučaj pred Vrhovnim sudom kojim se osporavaju programi Ureda za inicijativu zasnovanu na vjeri Bijele kuće. Sud je presudio glasovanjem 5-4 da porezni obveznici nemaju pravo osporavati ustavnost izdataka koje čini izvršna vlast.[25]
- FFRF protiv Odjela za veteranske poslove - Dana 19. travnja 2006. godine spor o pervazivnoj integraciji "duhovnosti" u zdravstvenoj skrbi Odjela za veteranske poslove bio je stavljen na čekanje dok Vrhovni sud nije razmotrio Heinov slučaj i odbacio ga nakon što je Heinov slučaj ocijenjen kao nedovoljno nadležnim.[26] Sedmi okrug nije odlučivao o vrijednostima, već samo o nadležnosti (zakonodavno pitanje).[26]
- U travnju 2011. godine Američki prizivni sud Sedam okruga odbacio je FFRF-ov spor o Nacionalnom danu molitve tvrdnjom da FFRF nije imao osnove za osporavanje NDoP-ova statuta ili proklamacijâ i da je samo Predsjednik bio dovoljno oštećen da ospori statut NDoP-a.[27][28]

Parnice u tijeku
- U lipnju 2012. godine FFRF je uložio priziv na odluku nižeg suda u sporu o uklanjanju jaslica u Michiganu.[29] Slučaj je u tijeku.

Ostale akcije
- Prudhommes Restaurant, Columbia, PA - 18. srpnja 2012. - FFRF je napisao nekoliko pisama Prudhommesu u kojima objašnjava da je ponuda 10% popusta nedjeljnim pokroviteljima koji predstavljaju crkveni bilten kršenje državnog i federalnog zakona, točnije Zakona o građanskim pravima iz 1964. Pojedinac koji je skrenuo pozornost FFRF-a na ovo ispunio je pritužbu o diskriminaciji s Pennsylvanijskim odnosima s javnošću, a FFRF je samo imao savjetodavnu ulogu.[30]
- Dana 24. srpnja 2012. godine nakon primanja pisma od FFRF-a gradsko vijeće Steubenvillea u Ohiju odlučilo je ukloniti sliku kapele Krista Kralja na Franjevačkom sveučilištu u Steubenvilleu iz svoga gradskog logotipa.[31]
- FFRF je zatražio grad Woonsocket u Rhode Islandu da ukloni latinski križ sa spomenika iz Prvog i Drugog svjetskog rata koji se nalazi na javnom tlu.[32]
- FFRF je zatražio gradski savjet Rapid Cityja u Južnoj Dakoti da obustavi svoju praksu započinjanja svakog sastanka gradskog vijeća kršćanskom molitvom.[33]

## Znakovi Državnog kapitola

### Wisconsinski državni kapitol
FFRF održava znak u Wisconsinskom državnom kapitolu tijekom božićnog razdoblja na kojem piše:
| “ | U ovom vremenu zimskog solsticija neka razum prevlada. Ne postoje ni bogovi, ni vragovi, ni anđeli, ni raj ni pakao. Postoji samo prirodan svijet. Religija je ništa doli mita i praznovjerja koje okrućuje srca i porobljuje umove. | ” |

### Washingtonski državni kapitol
Plaketa s istim tekstom kao na znaku Wisconsinskog državnog kapitola prikazana je tijekom božićnog vremena 2008. godine u državnom kapitolu u Olympiji u Washingtonu odmah pokraj jaslica. Znak je bio ukraden i potom pronađen i vraćen u državni kapitol. Dodavanje znaka potaknulo je velik broj pojedinaca i skupina da zatraže svoje dodatke kao što su festivusni kolac, zahtjev Westboroanske baptističke crkve za znakom na kojem stoji "Djed Mraz odvest će te u pakao" (među ostalim), znak kojim se odaje poštovanje Letećem špageti čudovištu i mnogi drugi.

### Illinoiski državni kapitol
Dana 23. prosinca 2009. godine William J. Kelly, konzervativni aktivist i kandidat za illinoiskog financijskog nadzornika, pokušao je ukloniti znak FFRF-a izložen za blagdane.

### Athens, Teksas
Godine 2011. FFRF je poslao pismo Okrugu Hendersonu u kojem se traži uklanjanje jaslica s travnjaka zgrade suda u Athensu u Teksasu. Skupina je izjavila da je primila pritužbu građanina iz Okruga Hendersona koja se tiče jaslica i kojom se zahtijeva od lokalne uprave da ih uklone. Nakon što je uprava odlučila da će jaslice ostati, FFRF je zatražio da se postavi natpis na površinu pokraj jaslica, no odluka kojom se razmatrao ovaj zahtjev nije donesena prije Božića. Kao posljedica pisma poslanog iz FFRF-a održan je skup pred zgradom suda Okruga Hendersona na kojem je prisustvovalo 5.000 ljudi. FFRF je postavio vlastiti natpis uz jaslice, no njega su uklonili predstavnici Okruga Hendersona jer nije bilo odobreno dopuštenje da se natpis postavi na okružno vlasništvo.
Jaslice kao i sve božićne ukrase prikazane na trgu i uokolo njega, na javnom vlasništvu, održavala je neprofitna organizacija Održavajte Athens lijepim.

## Freethought Radio
Nazvan "jedinim tjednim slobodoumnim radijskim emitiranjem bilo gdje" Freethought Radio na The Mic 92.1 FM emitira se uživo svake subote 11-12 h CDT u Madisonu u Wisconsinu. Također se pojavio na Air Americi (Air America Radio prestao je djelovati u ožujku 2010.). Voditelji su supredsjednici FFRF-a Dan Barker i Annie Laurie Gaylor. Arhiv podcasta također je dostupan na mrežnom mjestu FFRF-a. Redovite emisije uključuju "Theocracy Alert" i "Freethinkers Almanac". Potonje osvjetljava povijesne slobodoumnike od kojih su mnogi također tekstopisci. Uvodnu i odjavnu špicu emisije čini "Imagine" Johna Lennona koja je poznata po svojoj antireligijskoj temi.

## Konvencije
FFRF održava konvencije od 1977. godine, godinu dana nakon što je skupina stvorena i godinu dana prije svoga službena objedinjenja. Konvencija iz 2012. bit će 35. godišnja konvencija. Konvencije tipično uključuju govornike, nagrade, "nemolitvene doručke" s "trenucima zbrke", te klavirsku glazbu u izvedbi supredsjednika FFRF-a Dana Barkera. Zaklada dodjeljuje nekoliko nagrada na svojim konvencijama:

### Nagrada Car je gol
FFRF dodjeljuje najmanje jednu Nagradu Car je gol na svojim konvencijama. Naziv nagrade preuzet je iz kratke priče "Carevo novo ruho" Hansa Christiana Andersena koja se usredotočuje na dvama tkalcima koji obećaju caru novo odijelo od ruha koje je nevidljivo onima koji su "beznadno glupi ili neprikladni ili nesposobni za obavljanje svoga položaja. Car paradira uokolo gol jer se boji priznati da je neprikladan za svoju službu; njegovi savjetnici i podanici također se boje. Dijete, ne razumjevši ovu šaradu, viče da je car gol što je vika koju preuzima čitava gomila. Nagrada se dodjeljuje "javnim osobama koji preuzimaju ispričanu ulogu malog djeteta iz Andersenove bajke i 'ispričaju je onakvom kakva jest'—o religiji."
Kipić cara izradila je ista kompanija koja izrađuje Oscare. Prva nagrada dodijeljena je 1998. godine, a šest nagrada dodijeljeno je 2001. godine Jesseju Venturi, Tedu Turneru, Andyju Rooneyju, Janeane Garafalo, Georgeu Carlinu, Richardu Dawkinsu i Kathi Pollitt. Među ostalim dobitnicima nalaze se Steven Weinberg (2001.), Penn & Teller (2003.), Alan Dershowitz (2003.), Ron Reagan (2004.), Peter Singer (2004.), Christopher Hitchens (2007.), Daniel Dennett (2008.), Ayaan Hirsi Ali (2010.) i Richard Dawkins (2001., 2012.).

### Nagrada za slobodoumnika godine
FFRF dodjeljuje ovu nagradu "parničarima koji su pokrenuli i dobili sporove kojima se potiče odvojenost crkve od države." Godine 1985. FFRF je dodijelio prvi nagradu Ishmaelu Jaffreeju, tužitelju u slučaju Wallacea protiv Jaffreeja na Vrhovnom sudu, 472 U.S. 38 (1985).

### Nagrada za ateista u lisičjoj jazbini
Ova se nagrada dodjeljuje radi pokazivanja da je stara izreka o tome da nema ateista u lisičjim jazbinama netočna i radi "priznanja aktivizma u obrani ustavnog principa o odvojenosti crkve od države što svaki vojnik priseže da će podupirati."

### Konvencije i nagrade
| Datum                     | Mjesto                     | Nagrade | Govornici |
| ------------------------- | -------------------------- | --- | --- |
| 22. – 24. studenoga 2002. | San Diego, Kalifornija     | Michael Newdow – Slobodoumnik godine Robert Sapolsky – Nagrada Car je gol Taslima Nasrin – Nagrada za slobodoumnu heroinu Blake Trettien – Nagrada za studentskog aktivista Steve Benson – Nagrada Car je gol | Julia Sweeney, Philip Appleman i Marjorie Appleman, Dan Barker                                                                                           |
| 10. – 12. listopada 2003. | Washington, D.C.           | | Helen Thomas, Alan Dershowitz, Natalie Angier, Alton Lemon, Michael Newdow, Betty Rollin, Sacha Pfeiffer, Steve Benson, Dan Barker                       |
| 29. – 31. listopada 2004. | Madison, Wisconsin         | Michael Newdow – Nagrada za slobodoumnog heroja Rachel Morris – Nagrada Ruth (Dixie) Jokinen za studentsku aktivisticu Steven Pinker – Nagrada Car je gol Peter Singer – Nagrada Car je gol Robyn Blumner – Nagrada Car je gol | Susan Jacoby, Matthew Rothschild, Dan Barker, Steve Benson, Anne Gaylor, Alvin Harris                                                                    |
| 11. – 13. studenoga 2005. | Orlando, Florida           | Oliver Sacks – Nagrada Car je gol Robin Morgan – Nagrada za slobodoumnu heroinu David Habecker – Nagrada za slobodoumnog heroja Don Addis – Nagrada za slobodoumnost u medijima 'reci to kao što jest' Ernie Chambers – Heroj Prvog amandmana Jennifer Musgrove – Nagrada Ruth (Dixie) Jokinen za studentsku aktivisticu Dianna Narciso – Nagrada za prijatelja Prvog amandmana | David Corn, Dan Barker |
| 6. – 8. listopada 2006.   | San Francisco, Kalifornija | Mikey Weinstein – Prvak Prvog amandmana Wafa Sultan – Nagrada za slobodoumnu heroinu Julia Sweeney – Nagrada Car je gol Philip Paulson – Nagrada za ateista u lisičjoj jazbini | Sam Harris, Michelle Goldberg, Richard Sloan, Dan Barker                                                                                                 |
| 12. – 14. listopada 2007. | Madison, Wisconsin         | Christopher Hitchens – Nagrada Car je gol Matt LaClair – Nagrada Thomasa Jeffersona za studentskog aktivista Ellery Schempp – Nagrada za prvaka Prvog amandmana Stephanie Salter – Nagrada za prijateljicu Prvog amandmana | Katha Pollitt, Julia Sweeney |
| 10. – 12. listopada 2008. | Chicago, Illinois          | Daniel C. Dennett – Nagrada Car je gol Kay Staley – Nagrada za slobodoumnika godine, Jim McCollum – Nagrada za prvaka Prvog amandmana Jeremy Hall – Nagrada za ateista u lisičjoj jazbini | Jeff Sharlet, Eleanor Clift, Scott Dikkers, Dan Barker                                                                                                   |
| 6. – 8. studenoga 2009.   | Seattle, Washington        | Ron Reagan – Nagrada Car je gol William Lobdell – Nagrada Car je gol Ursula K. Le Guin – Nagrada Car je gol Jennifer Michael Hecht – Nagrada za slobodoumnu heroinu | Phil Zuckerman, Barry Kosmin, Daniel Everett |
| 29. – 31. listopada 2010. | Madison, Wisconsin         | rep. Pete Stark (Kalif.) – Nagrada Car je gol Ayaan Hirsi Ali – Nagrada Car je gol Cenk Uygur – Nagrada Car je gol Eric Workman – Nagrada Thomasa Jeffersona za studentskog aktivista | viceguv. Barbara Lawton (via video), Linda Greenhouse, Mike Konopacki, prof. James F. Crow, Julia Sweeney, Steve Benson, Dan Barker, Annie Laurie Gaylor |
| 7. – 9. listopada 2011.   | Hartford, Connecticut      | Steven Pinker – Nagrada Car je gol Jerry Coyne – Nagrada Car je gol Dylan Galos – Nagrada za studentskog aktivista Steve Trunk – Nagrada za ateista u lisičjoj jazbini Mitch Kahle – Slobodoumnik godine Jessica Ahlquist – Nagrada Thomasa Jeffersona za studentskog aktivista Harrison Hopkins – Nagrada Catherine Fahringer za mladog aktivista                              | Rebecca Newberger Goldstein, Charles Strouse, Joey Taylor, Dan Barker, Annie Laurie Gaylor                                                               |
| 12. – 13. listopada 2012. | Portland, Oregon           | Richard Dawkins – Nagrada Car je gol Sara Paretsky – Nagrada za slobodoumnu heroinu Jessica Ahlquist – Slobodoumnik godine Max Nielson – Nagrada za studentskog aktivista | Julia Sweeney, Katherine Stewart, Teresa Macbain, Jerry Dewitt, Annalise Fonza, Dan Barker, Annie Laurie Gaylor, Rebecca Markert, Andrew Seidel          |

## Više informacija
- Američki ateisti
- antiklerikalizam
- antireligija
- antiteizam
- ceremonijalni deizam
- ireligija u Sjedinjenim Državama
- Kanadsko slobodoumno udruženje
- kritika religije
- odvojenost crkve od države u Sjedinjenim Državama
- sloboda mišljenja

## Vanjske poveznice
- Zaklada za slobodu od religije
- Freethought Radio, arhivi
- intervju s Danom Barkerom iz FFRF-a  Arhivirana inačica izvorne stranice od 19. srpnja 2011. (Wayback Machine) sa Slobodoumnog udruženja